# صبغة جيمزا

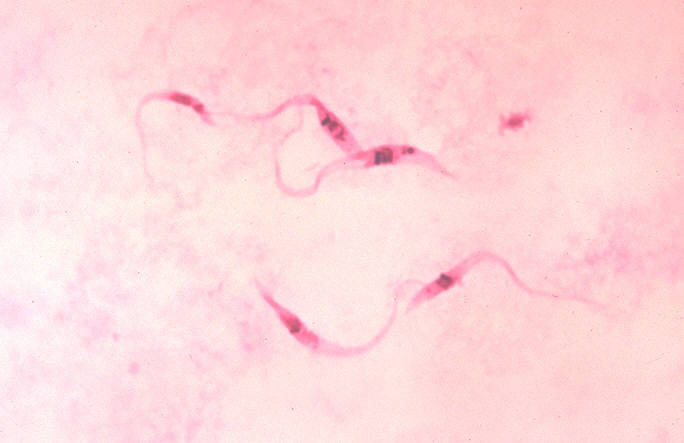
طفيل التريبانوسوما بصبغة جيمسا

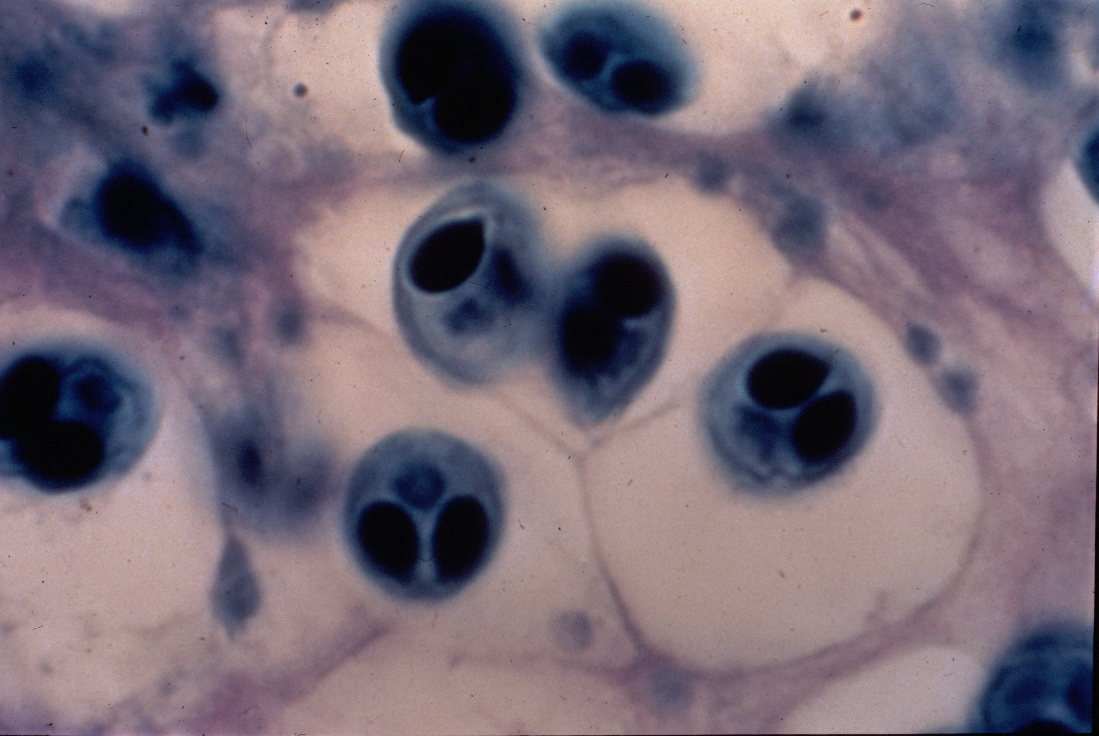
ميخوط دماغي section stained with Giemsa

صبغة جيمزا سميت بعد جستف جيمسا (عالم احياء دقيقة) وتستخدم في تحديد جينات الخلية وتشخيص الملاريا ولها استخدامات أخرى.

## الاستخدامات
هذه الصبغة تكون مخصصة لمجموعة الفوسفيت الموجودة في تركيب الدنا وتربط نفسها بالأماكن الغنية برابطة الاديني - الثاليمين adenine-thymine. صبغة جيمسا تستخدم لصبغ الصبغي Chromosome وتسمى برابطة جيمسا G-banding.
صبغة جيمسا تعدّ صبغة مميزة.تستخدم للكشف عن الملاريا في الدم وكذلك السبايروكيت بكتيريا ملتوية وبروتوزوا الدم أولي (كائن).
صبغة جيمسا تعدّ صبغة قديمة. تكون خلايا الدم الحمراء لونها وردي. والصفائح الدموية تأخذ الون الوردي الفاتح. والخلايا اللمفية تأخذ اللون الأزرق ووحيدة النواة تأخذ اللون الأزرق الفاتح وخلايا الدم البيضاء الأخرى تأخذ اللون البنفسجي.
صبغة جيمسا أيضاً تستخدم لصبغ الهيستوبلازما والكلاميديا. وتستخدم للتعرف على خلايا الماست.

## التطور
محلول جيمسا عبارة عن خليط من الأزرق الميثيليني methylene blue والايوسين eosin وازيور ب.
يتم تثبت شريحة رقيقة بواسطة ميثانول لمدة 30 ثانية. ثم يتم غمسة بصبغة جيمسا لمدة 20-30 دقيقة، بعد ذلك يتم غسلها بالماء وترك لتجف.